# National League North 2016-2017
La National League North 2016-2017 è stata la 13ª edizione della seconda serie della National League. Rappresenta, insiema alla National League South, il sesto livello del calcio inglese ed il secondo del sistema "non-league". 

## Squadre partecipanti
| Squadra                   | Città              | Stagione precedente                                            |
| ------------------------- | ------------------ | -------------------------------------------------------------- |
| AFC Fylde                 | Medlar-with-Wesham | 3º posto in National League North                              |
| AFC Telford United        | Telford            | 18º posto in National League North                             |
| Alfreton Town             | Alfreton           | 10º posto in National League North                             |
| Altrincham                | Altrincham         | 22º posto in National League, retrocesso                       |
| Boston United             | Boston             | 5º posto in National League North                              |
| Brackley Town             | Brackley           | 19º posto in National League North                             |
| Bradford Park Avenue      | Bradford           | 14º posto in National League North                             |
| Chorley                   | Chorley            | 8º posto in National League North                              |
| Curzon Ashton             | Ashton-under-Lyne  | 11º posto in National League North                             |
| Darlington                | Darlington         | 1º posto in Northern Premier League Premier Division, promosso |
| F.C. United of Manchester | Manchester         | 13º posto in National League North                             |
| Gainsborough Trinity      | Gainsborough       | 16º posto in National League North                             |
| Gloucester City           | Gloucester         | 15º posto in National League North                             |
| Halifax Town              | Halifax            | 21º posto in National League, retrocesso                       |
| Harrogate Town            | Harrogate          | 4º posto in National League North                              |
| Kidderminster Harriers    | Kidderminster      | 23º posto in National League, retrocesso                       |
| Nuneaton Town             | Nuneaton           | 6º posto in National League North                              |
| Salford City              | Salford            | 3º posto in Northern Premier League Premier Division, promosso |
| Stalybridge Celtic        | Stalybridge        | 12º posto in National League North                             |
| Stockport County          | Stockport          | 9º posto in National League North                              |
| Tamworth                  | Tamworth           | 7º posto in National League North                              |
| Worcester City            | Worceter           | 17º posto in National League North                             |

## Classifica finale
|  | Pos. | Squadra              | Pt | G  | V  | N  | P  | GF  | GS | DR  |
|  | ---- | -------------------- | -- | -- | -- | -- | -- | --- | -- | --- |
|  | 1    | Fylde                | 88 | 42 | 26 | 10 | 6  | 109 | 60 | +49 |
|  | 2    | Kidderminster        | 82 | 42 | 25 | 7  | 10 | 76  | 41 | +35 |
|  | 3    | Halifax Town         | 80 | 42 | 24 | 8  | 10 | 81  | 43 | +38 |
|  | 4    | Salford City         | 77 | 42 | 22 | 11 | 9  | 79  | 44 | +35 |
|  | 5    | Darlington           | 76 | 42 | 22 | 10 | 10 | 89  | 67 | +22 |
|  | 6    | Chorley              | 74 | 42 | 20 | 14 | 8  | 60  | 41 | +19 |
|  | 7    | Brackley Town        | 73 | 42 | 20 | 13 | 9  | 66  | 43 | +23 |
|  | 8    | Stockport County     | 73 | 42 | 19 | 16 | 7  | 59  | 41 | +18 |
|  | 9    | Tamworth             | 69 | 42 | 21 | 6  | 15 | 73  | 67 | +6  |
|  | 10   | Gloucester City      | 64 | 42 | 18 | 10 | 14 | 69  | 61 | +8  |
|  | 11   | Harrogate Town       | 59 | 42 | 16 | 11 | 13 | 71  | 63 | +8  |
|  | 12   | Nuneaton Town        | 55 | 42 | 14 | 13 | 15 | 67  | 69 | -2  |
|  | 13   | Utd of Manchester    | 54 | 42 | 14 | 12 | 16 | 69  | 68 | +1  |
|  | 14   | Curzon Ashton        | 52 | 42 | 14 | 10 | 18 | 63  | 72 | -9  |
|  | 15   | Boston Utd           | 47 | 42 | 12 | 11 | 19 | 54  | 72 | -18 |
|  | 16   | Bradford PA          | 43 | 42 | 12 | 7  | 23 | 46  | 74 | -28 |
|  | 17   | Telford Utd          | 42 | 42 | 10 | 12 | 20 | 38  | 57 | -19 |
|  | 18   | Alfreton Town        | 42 | 42 | 11 | 9  | 22 | 62  | 95 | -33 |
|  | 19   | Gainsborough Trinity | 36 | 42 | 8  | 12 | 22 | 51  | 84 | -33 |
|  | 20   | Worcester City       | 35 | 42 | 7  | 14 | 21 | 44  | 63 | -19 |
|  | 21   | Stalybridge Celtic   | 29 | 42 | 8  | 5  | 29 | 40  | 89 | -49 |
|  | 22   | Altrincham           | 21 | 42 | 4  | 9  | 29 | 39  | 91 | -52 |

Legenda:
      Promosso in National League 2017-2018.
  Ammesso ai play-off.
      Retrocesso in Northern Premier League Premier Division 2017-2018.
      Retrocesso in Southern League Premier Division 2017-2018.
Regolamento:
Tre punti a vittoria, uno a pareggio, zero a sconfitta.
In caso di arrivo di due o più squadre a pari punti, la graduatoria viene stilata secondo i seguenti criteri:
- differenza reti
- maggior numero di gol segnati

Note:

Darlington escluso dai play off, perché non in possesso di un terreno di gioco idoneo.
Worcester City ulteriormente retrocesso in Midland League Premier Division per motivi finanziari.

## Spareggi

### Play-off

#### Tabellone
|  | Semifinali | Semifinali             | Semifinali | Semifinali | Semifinali |  |  | Finale | Finale             | Finale |  |
|  |            |                        |            |            |            |  |  |        |                    |        |  |
|  | 6          | Chorley                | 0          | 2          | 2          |  |  |        |                    |        |  |
|  | 2          | Kidderminster          | 1          | 0          | 1          |  |  | 6      | Chorley            | 1      |  |
|  | 4          | Salford City           | 1          | 1          | 2          |  |  | 3      | Halifax Town (dts) | 2      |  |
|  | 3          | Halifax Town (3-0 dcr) | 1          | 1          | 2          |  |  |        |                    |        |  |